# 胎儿镜检查
胎兒鏡檢查是婦女懷孕期間的內鏡手術程序，該程序藉由手術接近胎兒、羊膜囊、臍帶和胎兒側邊的胎盤。在腹部切一個3—4mm的小切口，然後將內視鏡穿過腹壁和子宮插入羊膜腔。胎兒鏡檢查允許進行醫療介入，例如活檢（組織樣本）或用雷射阻塞異常血管（例如絨毛膜血管瘤）或治療脊柱裂。
子宮鏡檢查通常在懷孕的中後期階段進行。該程序可能會使胎兒面臨不良後果的風險增加，包括流產或早產，因此必須仔細權衡風險和益惡處，以保護母親和胎兒的健康。該程序通常由婦產科醫生在手術室中進行。

## 歷史
1945年，Björn Westin發表了一項研究，說明了他使用內視鏡直接觀察胚胎的情況。 1966年，Agüero等人發表了一項使用宮腔鏡研究，用於觀察胎兒，子宮頸和子宮的各種特徵。 1972年，紐約州立大學下州醫學中心的Carlo Valenti記錄了一項他稱之為“內窺鏡檢查”的技術，該技術可直接觀察發育中的胎兒。Gallinat於1978年首次嘗試標準化這些技術。
由於這些程序具有侵入性，並且會對胎兒造成高風險，因此在1990年代以前，這些技術被大量棄用，轉而偏好採用陰道超聲波檢查。但那時已開發出較小的儀器，可以減少胎兒的風險並為醫生提供更好的視覺效果。反過來進而允許發展用醫療介入技術的外科手術，如活檢。1993年，卡倫（Cullen），吉拉爾迪尼（Ghirardini）和里斯（Reece）等人將此技術稱為“胎兒鏡檢查”。
2000年代後，微創外科胎兒鏡檢查領域持續地在發展。諸如Michael Belfort和Ruben Quintero的醫師已使用該技術去除子宮內胎兒的腫瘤並糾正脊柱裂。

## 非手術性胎兒鏡檢查
Fetoscopy是指用稱為胎兒鏡（fetoscope）的光纖設備所進行的手術。有些診療方式會透過特殊的聽診器（例如皮纳德角及多普勒超聲），監聽胎兒心律（fetal heart rate、FHR）。這類的監聽診療工具也稱為胎兒鏡（fetoscopes），但和手術無關。

## 外部連結
- What is fetal therapy?
- UCSF Fetal Treatment Center: What is Fetal Intervention?